# Валтер Гропијус
Валтер Адолф Георг Гропијус (Берлин, 18. мај 1883 — Бостон, 5. јул 1969), немачки архитекта и оснивач Баухауса, који се заједно са Алваром Алтом, Лудвигом Мис ван дер Роеом, Ле Корбизјеом и Френком Лојд Рајтом сматра једним од пионирских мајстора модерне архитектуре. Гропијус је исто тако био водећи архитекта интернационалног стила.

## Биографија
Гропијус је студирао архитектуру у Минхену и Берлину. Година 1907—1910. радио је у архитектонској радионици Петера Беренса, где су радили и други великани архитектуре, као Лудвиг Миес ван дер Рое и, касније, Ле Корбизје.
Гропијус је био архитекта, као и његов отац, међутим, никад није научио да добро црта, тако да је за израду нацрта увек морао да се ослања на друге. Био је један од оснивача и пропагатора модернистичког покрета у архитектури. Основао је Баухаус, школу дизајна у којој су се студенти учили како да користе модерне и иновативне материјале за креирање оригиналног намештаја и грађевина.
Гропијус се оженио својом љубавницом Алмом Шиндлер после смрти њеног мужа, Густава Малера. Брак није трајао дуго и Алма се преудала за Франца Верфела.
Гропијус је напустио Немачку 1934. услед раста моћи нацистичког покрета, и радио на више пројеката у Уједињеном Краљевству и САД. Предавао је на Универзитету Харвард и основао пројектантску фирму ТАЦ. Умро је 1969. у Бостону, америчка држава Масачусетс.

### Гропијусова архитектура
Већ пре Првог светског рата пројектовао је фабрике и стамбена насеља, која се одликују функционалношћу и применом нових грађевних материјала. У Вејмару је 1919. основао Баухаус, високу школу за архитектуру и дизајн. Гропијус је 1923. дизајнирао славну кваку за врата која се и дан данас сматра једним од најбоље дизајнираних предмета из Баухауса.
У свом берлинском атељеу је од 1928. године пројектовао је многе стамбене зграде, радничка насеља, јавне зграде, сва су та дела обележена строгом једноставношћу. Након доласка нациста на власт и забране даљњег рада Баухауса уз помоћ пријатеља енглеског архитекте Максвела Фраја, емигрирао је 1934. године у Лондон, ту је заједно са Фрајом радио у његовој групи Исокон. Али је већ 1937, емигрирао у Америку. У граду Линколну, у Масачусетсу, подигао је властиту кућу, која је данас позната као Кућа Гропијус, то је био први објект интернационалног функционализма у Америци и извршио је велик утицај на америчке архитекте. Гропијус се скромно бранио рекавши да је он подигао кућу у складу са традицијама Нове Енглеске која је успут требало да задовољи његове основне животне потребе.
Гропијус и његов баухауски колега и миљеник Марцел Бреуер добили су заједничку шансу да предају архитектуру и дизајн на Универзитету Харвард у Кембриџу и пројектују за компанију Pittsburgh Reduction Company која је производила алуминијске прозоре и врата, велики огледни пројект Алуминијумског град Теранс у Њу Кенсингтону, Пенсилванија. У разради тог пројекта су се и посвадили и заувек разишли. Гропијус је 1944, добио америчко држављанство, након тога је 1945, заједно с колегама основао у Кембриџу пројектну компанију - The Architects' Collaborative (акроним TAC). Током његовог живота то је био један од најцењенијих пројектних бироа на свету, али је након његове смрти је банкротирао 1995.

### Након Баухауса (1933–1945)
Успон Хитлера током 1930-их ускоро ће навести Гропијуса да напусти Немачку. Пре тога, међутим, прихватио је позив почетком 1933. да конкурише за пројекат нове зграде Рајхсбанке и доставио је детаљан план.
Уз помоћ енглеског архитекте Максвела Фраја, Гропијус је 1934. успео да напусти нацистичку Немачку, под изговором да је привремено посећивао Италију на фестивалу филмске пропаганде; он је затим пребегао у Британију да би избегао фашистичке силе Европе. Он је живео и радио у заједници уметника повезаних са Хербертом Ридом у Хемпстеду у Лондону, као део групе Исокон са Фрајем и другима три године, пре него што се са породицом преселио у Сједињене Државе. Гропијус и његова друга супруга Исе Гропијус стигли су у САД у фебруару 1937. године, док је њихова дванаестогодишња ћерка Ати завршила школску годину у Енглеској. Иако је изграђена 1938. године, Гропијусови су веровали да њихова кућа може да оличи архитектонске квалитете сличне онима који се данас практикују, као што су једноставност, економичност и естетска лепота. У пројектовању своје куће, Гропијус је користио приступ развијен у Баухаусу. Кућа коју су Гропијуси изградили за себе у Линколну у Масачусетсу (данас позната као Гропијусова кућа), и била је утицајна у доношењу међународног модернизма у САД, али се Гропијусу није допадао тај израз: „Настојао сам да апсорбујем у своју концепцију оне карактеристике архитектонске традиције Нове Енглеске за које сам сматрао да су још увек живе и адекватне.“ Хелен Стороу, банкарова жена и филантроп, постала је Гропијусова добротворка када је уложила део своје земље и богатства за дом архитекте. Била је толико задовољна резултатом да је дала више земљишта и финансијску подршку још четворици професора, од којих је за двојицу Гропијус пројектовао домове. Имајући на уму филозофију Баухауса, сваки аспект кућа и околних пејзажа је планиран за максималну ефикасност и једноставност. Гропијусова кућа је наишла на велики одзив и проглашена је националним обележјем 2000. године.
Гропијус и његов штићеник из Баухауса Марсел Бреуер преселили су се у Кембриџ, Масачусетс, да предају на Харвардској дипломској школи дизајна (1937–1952) и сарађују на пројектима укључујући кућу Алана И В Франка у Питсбургу и пројекат града компаније Алуминијум сити терасе у Њу Кенсингтону, Пенсилванија, пре њиховог професионалног разлаза. Године 1938, постављен је за председавајућег Одељења за архитектуру, на тој функцији до пензионисања 1952. године. Гропијус је такође био у гостујућем комитету Масачусетског технолошког института (МИТ) на крају своје каријере. Познати архитекта је пројектовао резиденције Ричардс енд Чајлд у кампусу Харварда које су изграђене током 1950-их. Године 1944, постао је натурализовани држављанин Сједињених Држава.
Гропијус је био један од неколико избеглих немачких архитеката који су дали информације за потврду типичне изградње немачких кућа истраживачком одељењу РЕ8 које је основало британско Министарство ваздухопловства. Ово је коришћено за побољшање ефикасности ваздушних напада на немачке градове од стране Команде бомбардера Краљевског ваздухопловства у Другом светском рату. Истраживање је требало да открије најефикаснији начин паљења кућа запаљивим бомбама током бомбардовања. Налази су коришћени у планирању напада као што је бомбардовање Хамбурга у јулу 1943.

### Сарадња архитеката
Године 1945, Гропијуса су млади оснивачи Архитектонске сарадње (TAC) замолили да се придружи као њихов сениорски партнер. TAC је представљао манифестацију његовог доживотног веровања у значај тимског рада, који је већ успешно увео у Баухаусу. Са седиштем у Кембриџу, оригинални TAC партнери су били Норман К. Флечер, Џин Б. Флечер, Џон К. Харкнес, Сара П. Харкнес, Роберт С. Макмилан, Лоуис А. Макмилен и Бенџамин К. Томпсон. Међу најранијим радовима TAC-а била су два стамбена насеља у Лексингтону, Масачусетс: Сикс Мун Хил и Фајв Филдс. Сваки је укључивао савремене дизајнерске идеје, разумну цену и практично размишљање о томе како подржати живот у заједници. Још један рани TAC рад је Центар за постдипломске студије Универзитета Харвард у Кембриџу (1949/50). TAC је постао једна од најпознатијих и најцењенијих архитектонских фирми на свету пре него што је окончао пословање усред финансијских проблема 1995.

## Позно дело и значај
Промене у позном Гропијусовом делу показују да је он прешао ка функционализму. Спорно је да ли је овај нови поглед одговарао Гропиусовом стварном менталитету. Сигурно је да за Гропиуса остаје типично стваралаштво из прве половине 20. века и управо у њој је главни допринос којим је тако значајном мером утицао на светску историју архитектуре.

## Значајне грађевине
- Фабрика Фагус, 1911—1925. Алфелд на Лајни, (Немачка)
- Седиште Баухауса, 1925. - 1926. Десау, (Немачка)
- Кућа Гропијус, 1938. Линколн, (Масачусетс)
- Универзитетски центар Харварда, 1950. Кембриџ, (Масачусетс)
- Баухаус архива, 1976—1979. Берлин

## Слике
- Седиште Баухауса
- Зграда заната
- Кућа Гропијус у Линколну
- Берлинска Ханса- четврт